# سسنا ۱۸۸
سسنا ۱۸۸ (به انگلیسی: Cessna 188) یک هواگرد ساختِ کارخانهٔ سسنا در کشور ایالات متحده آمریکا است که در سال ۱۹۶۶-۱۹۸۳ ساخته شد. این هواگرد برای نخستین بار در ۱۹ فوریه ۱۹۶۵ میلادی مورد استفاده قرار گرفت.